# Khuzdar (Distrikt)
Der Distrikt Khuzdar (Belutschisch und Urdu ضلع خضدار) ist ein Verwaltungsdistrikt in Pakistan in der Provinz Belutschistan. Sitz der Distriktverwaltung ist die Stadt Khuzdar.
Der Distrikt hatte nach der Volkszählung von 2017 eine Fläche von 35.380 km² und 798.896 Einwohner. Die Bevölkerungsdichte lag bei 23 Einwohnern/km².

## Geografie
Der Distrikt Khuzdar liegt im Osten der Provinz Belutschistan an der Grenze zur Provinz Sindh. Die Topographie ist von Bergen und Tälern geprägt und die Höhe über dem mittleren Meeresspiegel variiert zwischen 64 und 2.852 Metern. Die wichtigen Hügelketten sind Jhalawan, Moda, Pab und Kirthar. Die größten Flüsse sind Moola, Mosina, Nal und Kalachi.

## Klima
Es herrscht ein semiarides Klima mit warmen Sommern und milden Wintern und einem Jahresniederschlag um 300 mm.

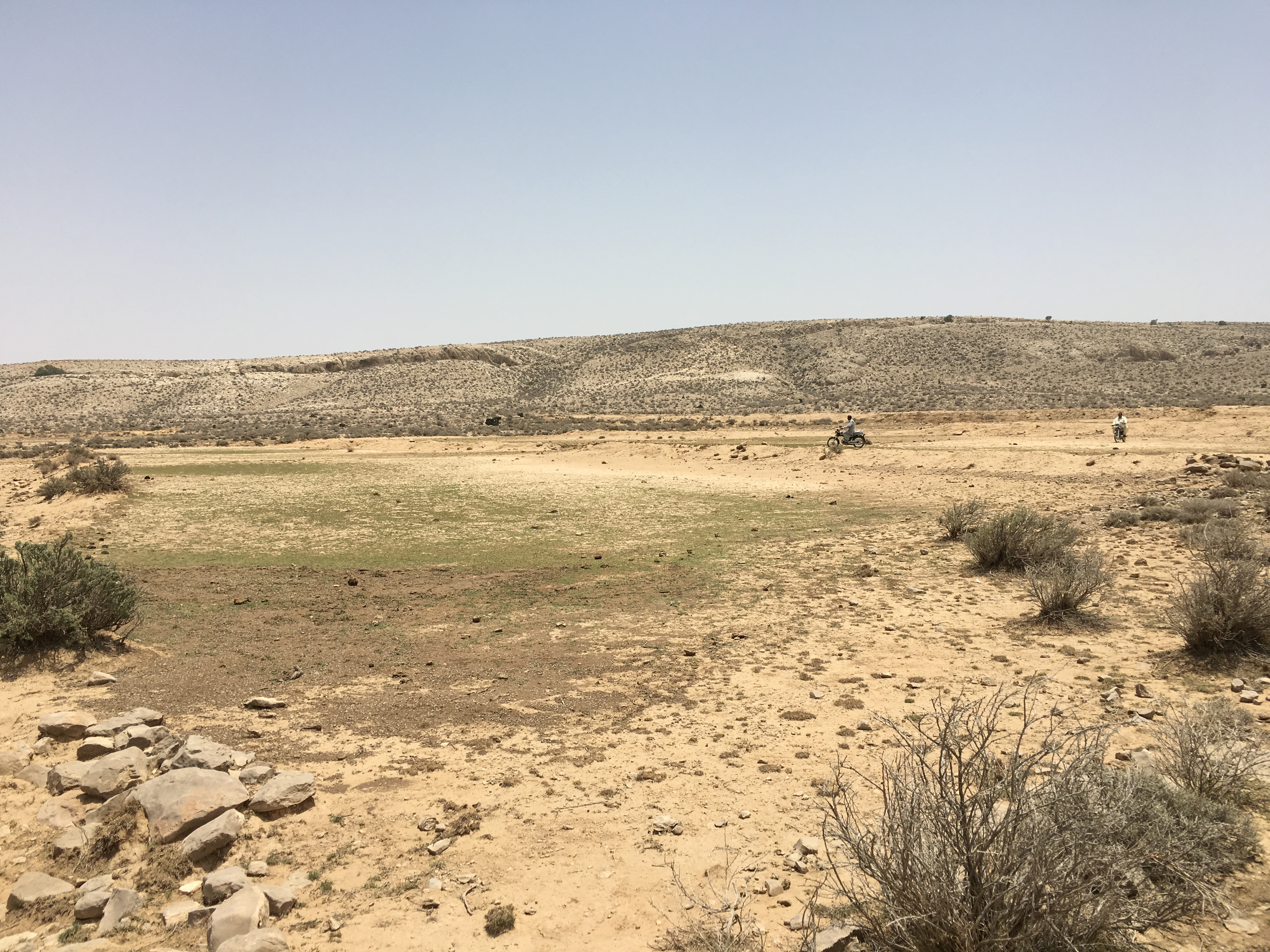
Halbwüstenartige Landschaft in Khuzdar

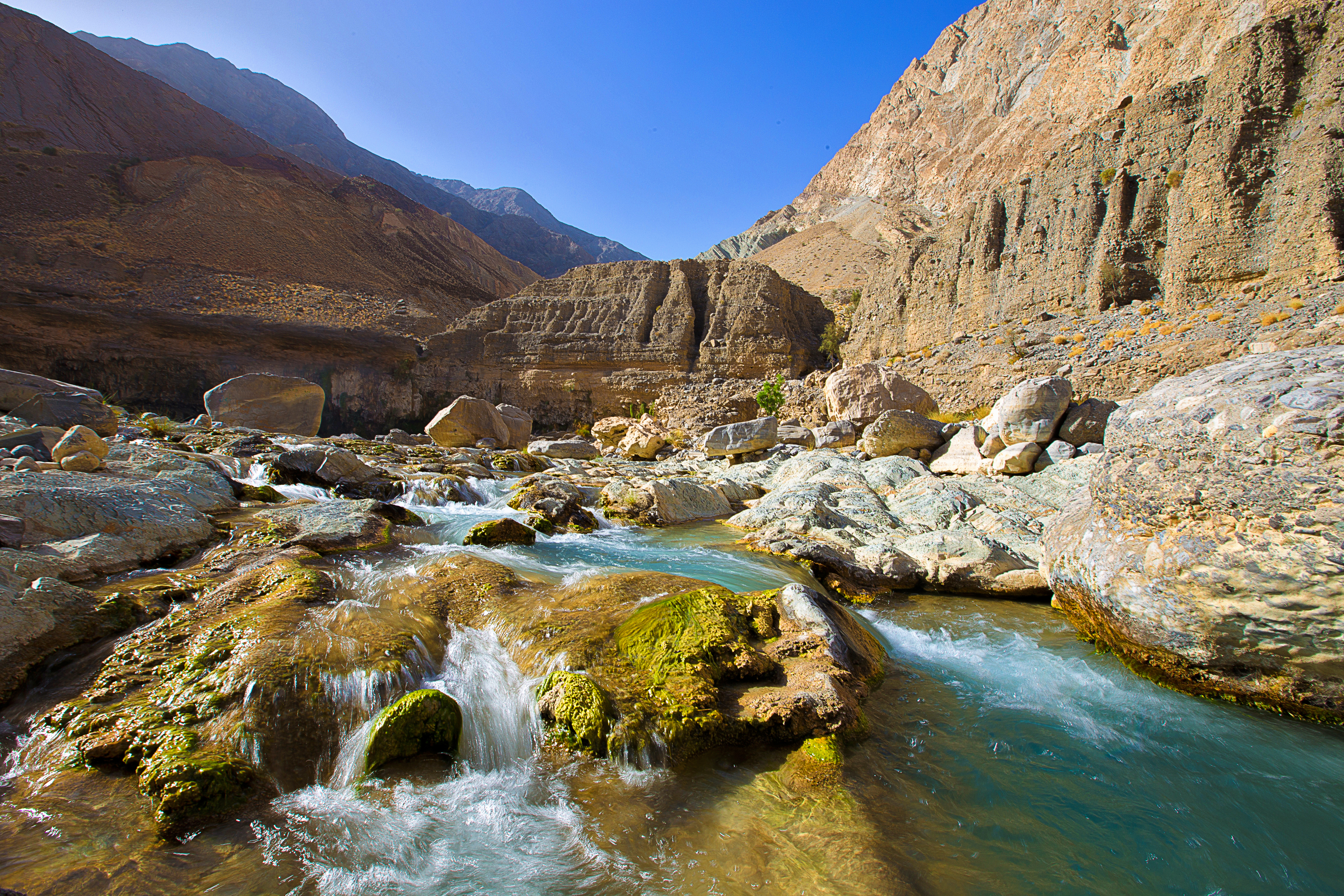
Bach im Tehsil Moola

|                       | Jan  | Feb | Mär | Apr  | Mai  | Jun  | Jul  | Aug  | Sep | Okt | Nov | Dez   |   |       |
| Mittl. Tagesmax. (°C) | 14   | 19  | 28  | 29   | 36,2 | 39   | 37   | 34   | 34  | 32  | 25  | 20    | ⌀ | 29    |
| Mittl. Tagesmin. (°C) | 3    | 5   | 13  | 17   | 23   | 26   | 25   | 24   | 22  | 17  | 9   | 7     | ⌀ | 16    |
|                       |      |     |     |      |      |      |      |      |     |     |     |       |   |       |
| Niederschlag (mm)     | 14,4 | 10  | 0   | 22,7 | 6,6  | 18,7 | 43,9 | 67,8 | 8,4 | 0   | 0   | 109,7 | Σ | 302,2 |

| 3 |

| 5 |

| 13 |

| 17 |

| 23 |

| 26 |

| 25 |

| 24 |

| 22 |

| 17 |

| 9 |

| 7 |

| 3 |

| 5 |

| 13 |

| 17 |

| 23 |

| 26 |

| 25 |

| 24 |

| 22 |

| 17 |

| 9 |

| 7 |

## Geschichte
Die relativ zentrale Lage an der Kreuzung der Straßen von Multan im Punjab, Makran am Arabischen Meer and Kandahar im Süden Afghanistans machte Khuzdar zu einem strategisch bedeutenden Ort bei der islamischen Invasion Indiens. Im Jahr 664 n. Chr. wurde Khuzdar von den Arabern erobert. In den folgenden Jahrhunderten war die Gegend unter Herrschaft verschiedener muslimischer Dynastien (Ghaznawiden, Ghuriden) und später des Mogulreiches. Nach dem Ende des Mogulreiches im 19. Jahrhundert stand Khuzdar unter indirekter britischer Herrschaft als Teil Britisch-Indiens. Nach dem Ende der britischen Herrschaft 1947 kam die Region zu Pakistan und wurde administrativ als Distrikt Kalat organisiert. Am 1. März 1974 wurde aus Teilen des Distrikts Kalat der neue Distrikt Khuzdar geschaffen. Im November 1992 wurde wiederum der neue Distrikt Awaran aus Teilen von Khuzdar gebildet.

## Verwaltungsgliederung
Der Distrikt war bei der Volkszählung 2017 administrativ in drei Tehsils (Khuzdar, Wadh, Zehri) und sechs Sub-Tehsils (Aranji, Karakh, Nall, Moola, Ornach, Saroona) unterteilt.

## Demografie, Ethnien
Nach der Volkszählung 2017 verteilten sich die Muttersprachen wie folgt: Brahui 75,6 %, Belutschisch 21,1 %, Paschtunisch 1,5 %, 0,6 % Sindhi. Die belutschischen Stämme im Distrikt sind die Zehri, Sumalani, Mengal, Kalandrani, Mohammad Hasni, Sajidi, Bizenjo, Nichari, Qambrani, Pandrani, Mirwani, Rekizai, Gurganari, Jattak, Rodeni und Sasoli. 
Der Anteil der Muslime lag 2017 bei 99,5 %.
Zwischen 1998 und 2017 wuchs die Bevölkerung um jährlich 3,49 %. Von der Bevölkerung leben ca. 35 % in städtischen Regionen und ca. 65 % in ländlichen Regionen. In 120.405 Haushalten leben 421.268 Männer, 380.939 Frauen, woraus sich ein Geschlechterverhältnis von 110,6 Männer pro 100 Frauen ergibt und damit einen für Pakistan typischen Männerüberschuss.
Die Alphabetisierungsrate der Bevölkerung ab 10 Jahren lag in den Jahren 2014/15 bei 45 % (Frauen: 26 %, Männer: 60 %).
| Jahr | Einwohnerzahl |
| ---- | ------------- |
| 1972 | 146.207       |
| 1981 | 276.449       |
| 1998 | 417.466       |
| 2017 | 802.207       |